# Wereldkampioenschappen turnen 2010

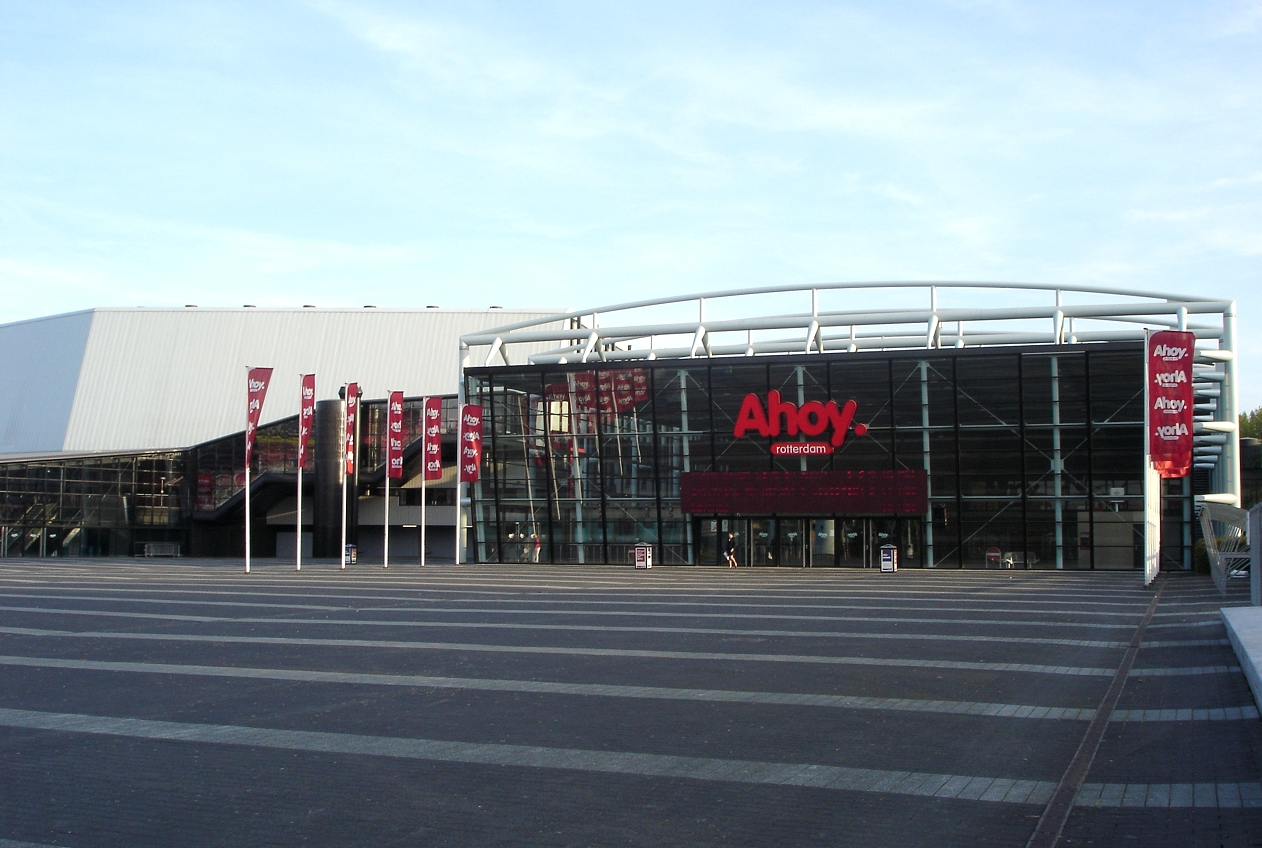
Ahoy Rotterdam, waar het WK 2010 gehouden werd

De wereldkampioenschappen turnen 2010 werden van 16 tot en met 24 oktober georganiseerd in Rotterdam. Er werden zowel bij de mannen als bij de vrouwen titels verdeeld in de team meerkamp, de individuele meerkamp en in de individuele toestelwedstrijden.

## Uitslagen

### Team
| Mannen | Mannen | Mannen | Mannen  |
| #      | Gymnast | Land   | Score   |
| ------ | --- | ------ | ------- |
| Goud   | Chen Yibing Feng Zhe Lu Bo Teng Haibin Yan Mingyong Zhang Chenglong                                          | CHN    | 274,997 |
| Zilver | Kenya Kobayashi Tatsuki Nakashima Kazuhito Tanaka Kohei Uchimura Koji Uematsu Koji Yamamuro                  | JPN    | 273,769 |
| Brons  | Phillipp Boy Matthias Fahrig Fabian Hambüchen Sebastian Krimmer Evgenij Spiridonov Thomas Taranu             | GER    | 271,252 |
| 4      | Christopher Brooks Christopher Cameron Jonathan Horton Steven Legendre Danell Leyva Brandon Wynn             | USA    | 268,012 |
| 5      | Thomas Bouhail Hamilton Sabot Gael da Silva Cyril Tommasone Arnald Willig                                    | FRA    | 263,468 |
| 6      | David Beljavski Sergej Chorochordin Maksim Devjatovski Anton Golotsoetskov Igor Pachomenko Andrej Tsjerkasov | RUS    | 263,170 |
| 7      | Samuel Hunter Ruslan Panteleymonov Daniel Purvis Theo Seager Kristian Thomas Louis Smith                     | GBR    | 261,103 |
| 8      | Ha Chang-ju Kim Ji-hoon Kim Soo-myun Sin Seob Yang Hak-seon Yoo Won-chul                                     | KOR    | 259,952 |

| Vrouwen | Vrouwen                                                                                                 | Vrouwen | Vrouwen |
| #       | Gymnast                                                                                                 | Land    | Score   |
| ------- | --- | ------- | ------- |
| Goud    | Ksenia Afasnajeva Anna Dementjeva Jekaterina Koerbatova Alja Moestafina Tatjana Nabjeva Ksenia Semenova | RUS     | 175,397 |
| Zilver  | Rebecca Bross Mackenzie Caquatto Mattie Larson Alexandra Raisman Alicia Sacramone Bridget Sloan         | USA     | 175,196 |
| Brons   | Deng Linlin He Kexin Huang Qiushuang Jiang Yuyuan Sui Lu Yang Yilin                                     | CHN     | 174,781 |
| 4       | Diana Maria Chelaru Gabriela Drăgoi Raluca Oana Haidu Sandra Izbașa Ana Porgras                         | ROU     | 173,096 |
| 5       | Momoko Ozawa Yuko Shintake Rie Tanaka Koko Tsurumi Mai Yamagashi                                        | JPN     | 169,897 |
| 6       | Georgia Bonora Ashleigh Brennan Emily Little Larissa Miller Lauren Mitchell                             | AUS     | 168,629 |
| 7       | Imogen Cairns Rebecca Downie Nicole Hibbert Elizabeth Tweddle Hannah Whelan                             | GBR     | 166,828 |
| 8       | Vanessa Ferrari Serena Licchetta Lia Parolari Elizabetta Preziosa Eleonora Rando                        | ITA     | 163,429 |

### Individuele meerkamp
| Mannen | Mannen              | Mannen | Mannen |
| #      | Gymnast             | Land   | Score  |
| ------ | ------------------- | ------ | ------ |
| Goud   | Kohei Uchimura      | JPN    | 92,331 |
| Zilver | Phillipp Boy        | GER    | 90,048 |
| Brons  | Jonathon Horton     | USA    | 89,864 |
| 4      | Mykola Koeksenkov   | UKR    | 89,831 |
| 5      | Daniel Purvis       | GBR    | 88,965 |
| 6      | Lu Bo               | CHN    | 88,964 |
| 7      | Sergej Chorochordin | RUS    | 88,664 |
| 8      | Koji Uematsu        | JPN    | 88,398 |

| Vrouwen | Vrouwen         | Vrouwen | Vrouwen |
| #       | Gymnast         | Land    | Tijd    |
| ------- | --------------- | ------- | ------- |
| Goud    | Alja Moestafina | RUS     | 61,032  |
| Zilver  | Jiang Yuyuan    | CHN     | 59,998  |
| Brons   | Rebecca Bross   | USA     | 58,966  |
| 4       | Huang Qiushuang | CHN     | 58,366  |
| 5       | Ana Porgras     | ROU     | 58,165  |
| 6       | Lauren Mitchell | AUS     | 58,133  |
| 7       | Tatjana Nabjeva | RUS     | 57,298  |
| 8       | Ariella Käslin  | SUI     | 56,900  |

### Toestelfinales

#### Mannen
| Vloer  | Vloer                | Vloer | Vloer  |
| #      | Gymnast              | Land  | Score  |
| ------ | -------------------- | ----- | ------ |
| Goud   | Eleftherios Kosmidis | GRE   | 15,700 |
| Zilver | Kohei Uchimura       | JPN   | 15,533 |
| Brons  | Daniel Purvis        | GBR   | 15,366 |
| 4      | Alexander Shatilov   | RUS   | 15,333 |
| 5      | Thomas Bouhail       | FRA   | 15,200 |
| 6      | Eddie Penev          | BUL   | 15,066 |
| 6      | Flavius Koczi        | ROU   | 15,066 |
| 8      | Steven Legendre      | USA   | 13,600 |

| Paard Voltige | Paard Voltige         | Paard Voltige | Paard Voltige |
| #             | Gymnast               | Land          | Score         |
| ------------- | --------------------- | ------------- | ------------- |
| Goud          | Krisztián Berki       | HUN           | 15,833        |
| Zilver        | Louis Smith           | GBR           | 15,733        |
| Brons         | Prashanth Sellathurai | AUS           | 15,566        |
| 4             | Cyril Tommasone       | FRA           | 15,433        |
| 5             | Filip Ude             | CRO           | 15,316        |
| 6             | Harutyun Merdinyan    | ARM           | 15,166        |
| 7             | Donna-Donny Truyens   | BEL           | 14,133        |
| 8             | Sašo Bertoncelj       | SLO           | 13,933        |

| Ringen | Ringen          | Ringen | Ringen |
| #      | Gymnast         | Land   | Score  |
| ------ | --------------- | ------ | ------ |
| Goud   | Chen Yibing     | CHN    | 15,900 |
| Zilver | Yan Mingyong    | CHN    | 15,700 |
| Brons  | Matteo Morandi  | ITA    | 15,666 |
| 4      | Koji Yamamuro   | JPN    | 15,500 |
| 5      | Yoo Won-chul    | KOR    | 15,433 |
| 6      | Ivan San Miguel | ESP    | 15,333 |
| 7      | Kenya Kobayashi | JPN    | 15,300 |
| 8      | Chen Chih Yu    | TPE    | 15,266 |

| Sprong | Sprong               | Sprong | Sprong |
| #      | Gymnast              | Land   | Score  |
| ------ | -------------------- | ------ | ------ |
| Goud   | Thomas Bouhail       | FRA    | 16,449 |
| Zilver | Anton Golotsoetskov  | RUS    | 16,366 |
| Brons  | Dmitri Kaspiarovitsj | BLR    | 16,316 |
| 4      | Yang Hak-seon        | KOR    | 16,266 |
| 5      | Flavius Koczi        | ROU    | 16,208 |
| 6      | Andrej Isajev        | UKR    | 16,049 |
| 7      | Luis Rivera          | PUR    | 15,945 |
| 8      | Jeffrey Wammes       | NED    | 15,750 |

| Brug   | Brug             | Brug | Brug   |
| #      | Gymnast          | Land | Score  |
| ------ | ---------------- | ---- | ------ |
| Goud   | Feng Zhe         | CHN  | 15,966 |
| Zilver | Teng Haibin      | CHN  | 15,616 |
| Brons  | Kohei Uchimura   | JPN  | 15,500 |
| 4      | Fabian Hambüchen | GER  | 15,366 |
| 5      | Koji Uematsu     | JPN  | 15,233 |
| 6      | Adam Kierzkowski | POL  | 15,200 |
| 7      | Ildar Valejev    | KAZ  | 15,183 |
| 8      | Samuel Piasecky  | SVK  | 15,166 |

| Rekstok | Rekstok            | Rekstok | Rekstok |
| #       | Gymnast            | Land    | Score   |
| ------- | ------------------ | ------- | ------- |
| Goud    | Zhang Chenglong    | CHN     | 16,166  |
| Zilver  | Epke Zonderland    | NED     | 16,033  |
| Brons   | Fabian Hambüchen   | GER     | 15,966  |
| 4       | Philipp Boy        | GER     | 15,833  |
| 5       | Danell Leyva       | USA     | 15,666  |
| 6       | Christopher Brooks | USA     | 15,383  |
| 7       | Feng Zhe           | CHN     | 15,166  |
| 8       | Koji Uematsu       | JPN     | 14,000  |

#### Vrouwen
| Sprong | Sprong              | Sprong | Sprong |
| #      | Gymnast             | Land   | Score  |
| ------ | ------------------- | ------ | ------ |
| Goud   | Alicia Sacramone    | USA    | 15,200 |
| Zilver | Alja Moestafina     | RUS    | 15,066 |
| Brons  | Jade Barbosa        | BRA    | 14,799 |
| 4      | Ariella Käslin      | SUI    | 14,783 |
| 5      | Tatjana Nabjeva     | RUS    | 14,599 |
| 6      | Jo Hyun-joo         | KOR    | 14,483 |
| 7      | Diana Maria Chelaru | ROU    | 14,066 |
| 8      | Imogen Cairns       | GBR    | 13,999 |

| Brug ongelijk | Brug ongelijk     | Brug ongelijk | Brug ongelijk |
| #             | Gymnast           | Land          | Score         |
| ------------- | ----------------- | ------------- | ------------- |
| Goud          | Elizabeth Tweddle | GBR           | 15,733        |
| Zilver        | Alja Moestafina   | RUS           | 15,600        |
| Brons         | Rebecca Bross     | USA           | 15,066        |
| 4             | Bridget Sloan     | USA           | 14,666        |
| 5             | Ana Porgras       | ROU           | 14,600        |
| 6             | Huang Qiushuang   | CHN           | 14,400        |
| 7             | He Kexin          | CHN           | 13,966        |
| 8             | Elisabeth Seitz   | GER           | 10,466        |

| Evenwichtsbalk | Evenwichtsbalk    | Evenwichtsbalk | Evenwichtsbalk |
| #              | Gymnast           | Land           | Score          |
| -------------- | ----------------- | -------------- | -------------- |
| Goud           | Ana Porgras       | ROU            | 15,366         |
| Zilver         | Rebecca Bross     | USA            | 15,233         |
| Zilver         | Deng Linlin       | CHN            | 15,233         |
| 4              | Lauren Mitchell   | AUS            | 15,200         |
| 5              | Alicia Sacramone  | USA            | 15,066         |
| 6              | Anna Dementjeva   | RUS            | 13,966         |
| 7              | Alja Moestafina   | RUS            | 13,766         |
| 8              | Jana Demjantsjoek | UKR            | 13,733         |

| Vloer  | Vloer                | Vloer | Vloer  |
| #      | Gymnast              | Land  | Score  |
| ------ | -------------------- | ----- | ------ |
| Goud   | Lauren Mitchell      | AUS   | 14,833 |
| Zilver | Alja Moestafina      | RUS   | 14,766 |
| Zilver | Diana Maria Chelaru  | ROU   | 14,766 |
| 4      | Alexandra Raisman    | USA   | 14,716 |
| 5      | Sui Lu               | CHN   | 14,666 |
| 6      | Vanessa Ferrari      | ITA   | 14,600 |
| 7      | Sandra Raluca Izbaşa | ROU   | 13,983 |
| 8      | Ksenia Afasnajeva    | RUS   | 12,700 |

## Medaillespiegel
| Plaats | Land                | Goud | Zilver | Brons | Totaal |
| 1      | China               | 4    | 4      | 1     | 9      |
| 2      | Rusland             | 2    | 4      | 0     | 6      |
| 3      | Verenigde Staten    | 1    | 2      | 3     | 6      |
| 4      | Japan               | 1    | 2      | 1     | 4      |
| 5      | Verenigd Koninkrijk | 1    | 1      | 1     | 3      |
| 6      | Roemenië            | 1    | 1      | 0     | 2      |
| 7      | Australië           | 1    | 0      | 1     | 2      |
| 8      | Hongarije           | 1    | 0      | 0     | 1      |
| 8      | Frankrijk           | 1    | 0      | 0     | 1      |
| 8      | Griekenland         | 1    | 0      | 0     | 1      |
| 11     | Duitsland           | 0    | 1      | 2     | 3      |
| 12     | Nederland           | 0    | 1      | 0     | 1      |
| 13     | Brazilië            | 0    | 0      | 1     | 1      |
| 13     | Wit-Rusland         | 0    | 0      | 1     | 1      |
| 13     | Italië              | 0    | 0      | 1     | 1      |
| Totaal | Totaal              | 14   | 16     | 12    | 42     |